# 滨北专区
滨北专区，山东省已撤消的专区。1945年由中共政权领导下的胶东行政区设置。在今山东省东部。
下辖胶县、藏马、高密、胶河、莒北、胶南、五莲、诸城等县。专员公署驻胶县（今胶州市）。1950年撤销，改设胶州专区。 